# Cissoïde van Diocles

De cissoïde of preciezer cissoïde van Diocles is een wiskundige kromme van de 3e orde die omstreeks 200 v. Chr. door de Griekse wiskundige Diocles is beschreven om daarmee het probleem van de verdubbeling van de kubus op te lossen. De kromme is naar Diocles genoemd en de naam cissoïde komt van het Griekse woord kissós, klimop.

## Vergelijkingen
De kromme wordt gegeven door de volgende vergelijkingen:
- cartesiaanse vergelijking::

{\displaystyle x(x^{2}+y^{2})=2ay^{2}}.
- polaire vergelijking:

{\displaystyle r=2a\sin(\varphi )\tan(\varphi )}
- parametervergelijking met parameter {\displaystyle t}

{\displaystyle t=\tan(\varphi )}
{\displaystyle x={\frac {2at^{2}}{1+t^{2}}}}
{\displaystyle y={\frac {2at^{3}}{1+t^{2}}}}

## Eigenschappen
- De lijn {\displaystyle x=2a} is asymptoot.
- De cissoïde kan meetkundig als volgt worden beschreven. Gegeven een cirkel met straal {\displaystyle a}, een punt {\displaystyle S} daarop en de raaklijn in het punt tegenover {\displaystyle S}. Noem voor een punt {\displaystyle P} van de cissoïde het snijpunt van {\displaystyle SP} met de cirkel {\displaystyle K}, en het snijpunt met de genoemde raaklijn {\displaystyle A}. Dan zijn de lijnstukken {\displaystyle SP} en {\displaystyle AK} even lang.
- De oppervlakte tussen de cissoïde en zijn asymptoot is {\displaystyle 3\pi a^{2}}.
- Een cissoïde van Diocles is de voetpuntskromme van een parabool met als vast punt de top van de parabool.

## Websites
- MathWorld. Cissoid of Diocles.